# Éric Marester
Éric Marester, né le 12 juin 1984 à Villeneuve-la-Garenne, est un footballeur français qui évolue au poste de défenseur droit. Il est actuellement sans club

## Biographie
Éric Marester est né en 1984, dans les Hauts-de-Seine, de parents originaires de la Guadeloupe. Il rejoint le centre de formation de Troyes pour se fixer au poste d'arrière droit. Jouant sur ses qualités de vitesse et de percussion, il s'impose dans l'équipe réserve avant d'effectuer quelques apparitions en équipe première (4 matchs en 3 ans). Marester est ensuite prêté au Sporting Club de Bastia et il va y devenir titulaire en Ligue 2, grâce à la confiance que lui accorde l'entraîneur Bernard Casoni alors même qu'il connaît des débuts difficiles.
Après avoir prolongé son contrat avec Troyes, il est prêté un an de plus à Bastia. À la fin de la saison, le Sporting ne peut le conserver, n'ayant pas les moyens de verser une indemnité à Troyes.
Après une saison en Ligue 2 sous les ordres de Denis Troch, il rate de peu une accession en Ligue 1 avec le club aubois et lutte la saison suivante contre un relégation en National qu'il ne peut éviter.
Il aide le club à remonter en Ligue 2 la saison suivante et on retiendra de lui son but contre Créteil qui reste son seul avec l'équipe première. À l'issue de la saison, l'ESTAC retrouve la Ligue 2.
Après avoir acquis le maintien la saison suivante avec son club formateur en Ligue 2, lors de la saison 2010-2011, il décide de ne pas prolonger son contrat car il avait envie de découvrir autre chose . Il a été le capitaine du club en l'absence de Gaël Sanz.
Libre depuis son départ de Troyes, Marester s'engage pour deux saisons avec l'AS Monaco le 20 juillet 2011.
Lors de la saison 2012-2013 et après l'arrivée de Claudio Ranieri à la tête de l'équipe monégasque, Éric n'est que très peu utilisé par le technicien italien. Le 31 janvier 2013, il s'engage avec le club d'Arles-Avignon pour une durée de six mois pour se relancer mais l'aventure ne se passa pas comme il le souhaitait et décide de partir .
Il signe finalement à l'AJ Auxerre où il ne reste qu'une saison avant de résilier son contrat pour « raisons personnelles ».
Le 6 août 2014, il signe un contrat de deux ans avec l'AC Ajaccio.
Le 30 juin 2015, Éric Marester s'engage auprès du Racing Club de Strasbourg Alsace pour une durée de deux ans. Il dispute son premier match avec le RCSA le 7 août 2015 contre Dunkerque (défaite 4-1). Il délivre sa première passe décisive le 16 octobre 2015 pour Ladislas Douniama contre Boulogne au stade de la Meinau à l'occasion de la 10e journée de national.

## Statistiques détaillées
| Saison                | Club                  | Championnat           | Championnat | Championnat | Coupe nationale | Coupe nationale | Coupe de la Ligue | Coupe de la Ligue | Total | Total |
| Saison                | Club                  | Division              | M.          | B.          | M.              | B.              | M.                | B.                | M.    | B.    |
| 2002-2003             | ES Troyes AC          | Ligue 1               | 1           | 0           | -               | -               | -                 | -                 | 1     | 0     |
| 2003-2004             | ES Troyes AC          | Ligue 2               | 2           | 0           | -               | -               | -                 | -                 | 2     | 0     |
| 2004-2005             | ES Troyes AC          | Ligue 2               | 1           | 0           | -               | -               | -                 | -                 | 1     | 0     |
| Sous-total            | Sous-total            | Sous-total            | 4           | 0           | 0               | 0               | 0                 | 0                 | 4     | 0     |
| 2005-2006             | SC Bastia (prêt)      | Ligue 2               | 28          | 0           | 3               | 1               | 1                 | 0                 | 32    | 1     |
| 2006-2007             | SC Bastia (prêt)      | Ligue 2               | 38          | 1           | 1               | 0               | 1                 | 0                 | 40    | 1     |
| Sous-total            | Sous-total            | Sous-total            | 66          | 1           | 4               | 1               | 2                 | 0                 | 72    | 2     |
| 2007-2008             | ES Troyes AC          | Ligue 2               | 13          | 0           | 1               | 0               | 1                 | 0                 | 15    | 0     |
| 2008-2009             | ES Troyes AC          | Ligue 2               | 35          | 0           | 2               | 0               | 2                 | 0                 | 39    | 0     |
| 2009-2010             | ES Troyes AC          | National              | 37          | 1           | 4               | 0               | 3                 | 0                 | 44    | 1     |
| 2010-2011             | ES Troyes AC          | Ligue 2               | 31          | 0           | 2               | 0               | 1                 | 0                 | 34    | 0     |
| Sous-total            | Sous-total            | Sous-total            | 116         | 1           | 9               | 0               | 7                 | 0                 | 132   | 1     |
| 2011-2012             | AS Monaco FC          | Ligue 2               | 30          | 0           | 2               | 0               | -                 | -                 | 32    | 0     |
| 2012-2013             | AS Monaco FC          | Ligue 2               | 8           | 0           | 0               | -               | 1                 | 0                 | 9     | 0     |
| Sous-total            | Sous-total            | Sous-total            | 38          | 0           | 2               | 0               | 1                 | 0                 | 41    | 0     |
| 2012-2013             | AC Arles-Avignon      | Ligue 2               | 6           | 0           | -               | -               | -                 | -                 | 6     | 0     |
| Sous-total            | Sous-total            | Sous-total            | 6           | 0           | 0               | 0               | 0                 | 0                 | 6     | 0     |
| 2013-2014             | AJ Auxerre            | Ligue 2               | 23          | 0           | 3               | 0               | 3                 | 0                 | 29    | 0     |
| Sous-total            | Sous-total            | Sous-total            | 23          | 0           | 3               | 0               | 3                 | 0                 | 29    | 0     |
| 2014-2015             | AC Ajaccio            | Ligue 2               | 30          | 0           | 3               | 0               | 2                 | 0                 | 35    | 0     |
| Sous-total            | Sous-total            | Sous-total            | 30          | 0           | 3               | 0               | 2                 | 0                 | 35    | 0     |
| 2015-2016             | RC Strasbourg         | National              | 34          | 0           | 2               | 0               | -                 | -                 | 36    | 0     |
| 2016-2017             | RC Strasbourg         | Ligue 2               | 23          | 0           | 1               | 0               | 2                 | 0                 | 26    | 0     |
| Sous-total            | Sous-total            | Sous-total            | 57          | 0           | 3               | 0               | 2                 | 0                 | 62    | 0     |
| Total sur la carrière | Total sur la carrière | Total sur la carrière | 325         | 2           | 24              | 1               | 17                | 0                 | 366   | 3     |

## Palmarès
- AS Monaco
  - Vainqueur de la Ligue 2 en 2013

- RC Strasbourg
  - Vainqueur du National en 2016
  - Vainqueur de la Ligue 2 en 2017